# 록키마운틴 레이지
| 록키마운틴 레이지       |                                   |
| 콘퍼런스                | 노던 콘퍼런스 (2007년~2009년)     |
| 디비전                  | 노스웨스트 디비전 (2006년~2007년) |
| 설립연도                | 2006년                            |
| 해체연도                | 2009년                            |
| 역사                    | 록키마운틴 레이지 (2006년~2009년) |
| 경기장                  | 브룸필드 이벤트 센터              |
| 연고지                  | 콜로라도주 브룸필드               |
| 상징색                  | 진홍, 검정, 카키, 새먼, 하양      |
| 정규시즌 우승           | -                                 |
| 콘퍼런스 우승           | -                                 |
| 디비전 우승             | -                                 |
| 레이 미론 프레지던트 컵 | -                                 |
| 영구 결번               | -                                 |

록키마운틴 레이지(Rocky Mountain Rage)는 미국 콜로라도주 브룸필드를 연고지로 하는 2006년부터 2009년까지 CHL 소속 아이스 하키팀이 있었다.

## 역대 홈경기장
| 경기장               | 사용기간      | 수용인원 | 장소                | 비고 |
| -------------------- | ------------- | -------- | ------------------- | ---- |
| 록키마운틴 레이지    |               |          |                     |      |
| 브룸필드 이벤트 센터 | 2006년~2009년 | 7,500명  | 콜로라도주 브룸필드 | 빈칸 |